# Loonrigiditeit
Loonrigiditeit is een economische term die aangeeft dat lonen zich niet flexibel aanpassen aan veranderende economische situaties. Lonen worden onderhandeld tussen werknemers en werkgevers, worden contractueel vastgelegd en kunnen bijgevolg niet zomaar gewijzigd worden omdat een situatie wijzigt.
Het loon dat de werkgever uitbetaalt voor de arbeidsprestatie van de werknemer kan in principe vrij onderhandeld worden. Voor de meeste jobs gelden echter loonbarema's die overeengekomen zijn tussen de sociale partners. De lonen die uitbetaald worden zullen doorgaans in weinig afwijken van deze afspraken. Als de economische situatie van een sector, een regio of een bedrijf verandert kunnen de werkgevers of werknemers niet zomaar de hoogte van de lonen veranderen. De Belgische gemiddelde uurlonen (nominale lonen) stijgen onafgebroken : Ook na de financiële crisis van 2008/2012 en periodes van recessie. De kost van arbeid is bijgevolg geen flexibel werkinstrument om te hanteren in veranderende situaties.

## Wederopbouw
Na de Tweede Wereldoorlog werd in Nederland lange tijd een geleide loonpolitiek gehouden om Nederland een goede concurrentiepositie te geven. Dit leidde begin jaren zestig tot een achterstand van loon, vooral voor ambtenaren. In 1963 werden de lonen van deze groep bijgesteld door de toxopeusronde.